# Grégori Baquet
Grégori Baquet (ur. 11 grudnia 1970 w Paryżu) – francuski aktor, piosenkarz, reżyser i producent filmowy. 
Urodził się jako jedno z pięciorga dzieci aktora Maurice’a Baquet i pochodzącej z Rosji choreograf/tancerki, ma dwóch braci - Dimitri i Stéphane oraz dwie siostry - Sophie i Anne. Debiutował w serialu Niebieski kwiat (Fleur bleue, 1990) z Claude Jade oraz w Królowa karnawału (La Reine blanche, 1991) z Catherine Deneuve. Grał rolę młodego sportowca w serialu Extrême Limite (1994–95). Pojawił się także w operze mydlanej TF1 Kobieta honoru (Une femme d'honneur, 1996–99), Przyjaciel mojego syna (L'Ami de mon fils, 1997) obok Mireille Darc oraz dramacie muzycznym Romeo i Julia (Roméo & Juliette, 2001).

## Filmografia
- 2009: Ma soeur est moi jako Julien / Lucie
- 2005: Cyrano de Ménilmontant jako Milo
- 2004: Wielka szkoła (Grande école) jako Paul
- 2002: Paradisco jako Jacques
- 2001: Romeo i Julia (Roméo & Juliette) jako Benwolio
- 2000: Jutro też jest dzień (Ça ira mieux demain) jako Cédric
- 1997: Przyjaciel mojego syna (L'Ami de mon fils) jako Martin
- 1991: Królowa karnawału (La Reine blanche)